# Вежбиця (Лодзинське воєводство)
Вежбиця (пол. Wierzbica) — село в Польщі, у гміні Ладзиці Радомщанського повіту Лодзинського воєводства.
Населення — 528 осіб (2011).
У 1975-1998 роках село належало до Пйотрковського воєводства.

## Демографія
Демографічна структура станом на 31 березня 2011 року:
|          | Загалом | Допрацездатний вік | Працездатний вік | Постпрацездатний вік |
| -------- | ------- | ------------------ | ---------------- | -------------------- |
| Чоловіки | 256     | 61                 | 172              | 23                   |
| Жінки    | 272     | 62                 | 153              | 57                   |
| Разом    | 528     | 123                | 325              | 80                   |